# Lavumisa
Lavumisa este un oraș situat în partea de sud a statului Eswatini, în districtul Shiselweni.